# Паракомпактное пространство
Паракомпактное пространство — топологическое пространство, в любое открытое покрытие которого можно вписать локально конечное открытое покрытие.
При этом: семейство универсальных множеств ({\displaystyle {\mathcal {U}}} множеств), лежащих в топологическом пространстве {\displaystyle X}, называется локально конечным в {\displaystyle X}, если у каждой точки {\displaystyle x\in X} существует окрестность в {\displaystyle X}, пересекающаяся лишь с конечным множеством элементов семейства {\displaystyle {\mathcal {U}}}; семейство {\displaystyle {\mathcal {U}}} множеств вписано в семейство {\displaystyle {\mathcal {V}}} множеств, если каждый элемент семейства {\displaystyle {\mathcal {U}}} содержится в некотором элементе семейства {\displaystyle {\mathcal {V}}}.)
Паракомпактом называется паракомпактное хаусдорфово пространство.
Паракомпактность является одним из исходных требований в теории многообразий.
Каждое хаусдорфово паракомпактное пространство нормально.
Это позволяет строить на паракомпактах разбиения единицы, подчинённые произвольному заданному открытому покрытию.

## Свойства
- В присутствии паракомпактности некоторые локальные свойства пространства синтезируются и выполняются глобально. В частности,
  - если паракомпакт локально метризуем, то он метризуем;
  - если хаусдорфово пространство локально полно по Чеху и паракомпактно, то оно полно по Чеху.
- Паракомпактность не наследуется произвольными подпространствами, но каждое замкнутое подпространство паракомпакта есть паракомпакт.
- Произведение двух паракомпактов может паракомпактом не быть.
- В классе хаусдорфовых пространств
  - Прообраз паракомпакта при совершенном отображении является паракомпактом,
  - Образ паракомпакта при непрерывном замкнутом отображении является паракомпактом.
- К числу паракомпактов относятся, в частности, пространства Линделёфа. Для пространства всех непрерывных вещественных функций на произвольном тихоновском пространстве, наделённом топологией поточечной сходимости, паракомпактность равносильна линдолёфовости.
- Если банахово пространство в слабой топологии топологически порождается некоторым лежащим в нём компактом, то оно паракомпактно.
- Все метризуемые пространства паракомпактны (теорема Стоуна) .
  - Паракомпакт метризуем в том и только в том случае, если он обладает базой счётного порядка, то есть базой, любая убывающая последовательность элементов которой, содержащих какую-либо точку {\displaystyle x\in X}, непременно образует базу в этой точке.
- Все компакты паракомпактны, но
  - Но не каждое локально компактное хаусдорфово пространство паракомпактно.

## Связанные определения
Счётно паракомпактное пространство — топологическое пространство, в любое счётное открытое покрытие которого можно вписать локально конечное открытое покрытие.
Слабо паракомпактное пространство (метакомпактное, точечно паракомпактное) — топологическое пространство, в любое открытое покрытие которого можно вписать точечно конечное открытое покрытие.
Сильно паракомпактное пространство (гипокомпактное) — топологическое пространство, в любое открытое покрытие которого можно вписать звёздно конечное открытое покрытие.
Субпаракомпактное пространство (Fσ-просеянное) — топологическое пространство, в любое открытое покрытие которого можно вписать замкнутое σ-локально конечное покрытие